# Stadion mira i prijateljstva
Stadion mira i prijateljstva (grčki: Stadio Erinis Kai Filias) je naziv za višenamjensku dvoranu s pratećim sadržajima, predviđenu za održavanje športskih, kulturnih, poslovnih i zabavnih manifestacija. Smještena je u grčkom Falirou u prigradskom naselju Pireju. Središnja je dvorana športskog kompleksa Faliro Coastal, a dom je košarkaškog kluba Olympiakos. Kapacitet dvorane iznosi od 14 940 do 17 000 sjedećih mjesta odnosno 17 000 za potrebe održavanja koncerata.

## Povijest
Dvoranu je izgradila tvrtka Thymios Papagiannis and Associates, a službeno je otvorena 1985. godine. Namijenjena je košarkaškim događajima te je bila domaćin završnice Europskog prvenstva u Ateni 1987. i prvog kruga Svjetskog prvenstva u Grčkoj 1998. godine. U studenome 1991. godine dvorana je dobila zlatnu međunarodna arhitektonsku nagradu IAKS/IOC (eng. International Association for Sports and Leisure Facilities) za športske objekte. Za vrijeme Olimpijskih igara 2004. godine dvorana je bila domaćin odbojkaškog prvenstva.

### Olimpijske igre - Atena 2004.
Za potrebe Olimpijskih igara u Ateni 2004. godine dvorana je renovirana. Renovacija je trajala otprilike dvije godine, a službeno je završena 30. lipnja 2004. godine. Renovacijom je smanjen kapacitet dvorane s prethodnih 14 905 sjedećih mjesta na 12 171 mjesto, ali je u unutarnjem izgledu došlo do mnogih poboljšanja.  Službeno otvorenje zakazano je 11. kolovoza 2004., nedugo prije otvorenja Igara.

### Olympiakos
Stadion mira i prijateljstva još je od 1992. godine dom je košarkaškog kluba i euroligaša Olympiakosa. 2008. dvorana je dobila neka nova poboljšanja, a 2009. novu košarkašku podlogu i veliki središnji semafor. Kapacitet dvorane povećan je s prethodnih 12 171 sjedećih mjesta na 14 905 mjesta.

## Vanjske poveznice
- Službena stranica
- Stadion mira i prijateljstva na Stadia.gr